# Sixaxis
El sixaxis és un comandament per PS3, el successor del Dual Shock 2. Aquest comandament permet tenir una jugabilitat i una llibertat excel·lents, perquè funciona sense fils amb fins a 15 metres d'abast; a més els seus sensors de moviment permeten tenir una nova sensació de jugabilitat.
Té la mateixa forma i els mateixos botons que els anteriors comandaments: amb la mítica creu, la rodona, el triangle, el quadrat, la R, la L i els analògics. La diferència rau en el fet que el sixaxis és més lleuger i, com el seu nom indica, té sis sensors de moviment. Tot i això també n'hi ha altres versions.
Com a comandament sense fil competeix amb el comandament de Wii, el wiimote. Va amb bateria i es carrega per un port USB.